# Shale
Schiste argileux, argile litée
Le shale (terme anglais), argile litée ou schiste argileux est une roche sédimentaire détritique litée, à grain très fin. Ces termes s'appliquent aux roches argileuses ou marneuses, voire aux schistes sédimentaires qui peuvent contenir du gaz naturel, contrairement aux schistes de type métamorphique qui ont subi des conditions de température situées entre 250 °C et 300 °C, laissant s'échapper le méthane, principale composante du gaz naturel.
En anglais, le terme shale réfère au schiste argileux selon cette référence, alors que le Dictionnaire des Sciences de la Terre des Presses de l'Université d'Oxford (3e édition)  décrit le shale comme étant une roche sédimentaire fossilisée, à grains fins (composée d'argile ou de limon de compositions minérales non spécifiées). Il peut être allié à un adjectif tel que : shale noir, shale « papier », shale gazeux.
Ce faisant, toujours selon cette source, on définit ces trois formes de shale comme suit :

## Le shale noir (schiste carbonifère)
C'est  un mudstone à taux élevé de matière organique, qui s'est déposé dans de nombreuses parties du monde, à des profondeurs variées, en couches relativement fines, dans les environnements euxiniques, en conditions anaérobie. Ces sédiments forment d'importants gisements d'hydrocarbures.
Selon l'Encyclopaedia Britannica, il contient souvent de la pyrite et parfois des nodules ou des couches de carbonate et localement, des concentrations de cuivre, de nickel, d'uranium et de vanadium.
On n'y trouve que très peu de fossiles (remplacés par de la pyrite, ou parfois conservés sous forme de film de graphite).
Leur mode de formation est encore discuté (nés en profondeur d'une stratification stable d'eau plus légère et plus fraîche recouvrant et isolant de l'atmosphère une couche stagnante plus saline ? stagnation de sédiment en zone peu profonde, éventuellement dans des lagons ?).
Les plus vieux schistes noirs connus sont des schistes carbonifères de la série de figuiers (d'Afrique du Sud), datés d'environ 3,2 milliards d'années.
En Allemagne de l'Est et en Pologne, une formation dite Kupferschiefer de schiste bitumineux, est exploitée pour le cuivre, le plomb et le zinc qu'elle contient, mais outre Atlantique, la formation de Green River (schiste bitumineux du Colorado, de l'Utah et du Wyoming), en tant que sources d'hydrocarbures fossiles intéresse plutôt l'industrie pétrolière, mais dans les deux cas, l'exploitation de ces schistes est polluante et dégrade le climat dans le cas des gaz de schiste ou d'autres hydrocarbures).

## Le shale «papier»
Gris à noir, il est composé de couches minces et parallèles tendant à se dégrader par érosion en de minces couches solides, légèrement malléables, rappelant des feuilles de papier superposées.

## Le shale gazeux
Gris ou noir, il contient des substances organiques qui produisent des hydrocarbures par distillation, mais ne contenant pas de pétrole libre.